# Hypersonisk hastighed
Begrebet hypersonisk hastighed anvendes om hastigheder, der er er mere end fem gange lydens hastighed (mach 5. Der er dog ikke en entydig definition.
Lydhastigheden afhænger af luftens tryk, temperatur og fugtighed, men ligger typisk omkring 335 m/s ved havoverfladen. Denne hastighed kaldes "Mach 1" efter den østrigske fysiker Ernst Mach. En hastighed, der er dobbelt så stor som lydens, kaldes "Mach 2", og så videre.
Hastigheder under Mach 0,8 kaldes subsoniske.
Hastigheder mellem Mach 0,8 og 1,2 kaldes transsoniske.
Hastigheder mellem Mach 1,2 og 5 kaldes supersoniske.
Hastigheder over Mach 5 kaldes hypersoniske.